# Wola Czołnowska
Wola Czołnowska – wieś w Polsce położona w województwie lubelskim, w powiecie puławskim, w gminie Baranów.
W latach 1975–1998 miejscowość należała administracyjnie do ówczesnego województwa lubelskiego.
Wieś stanowi sołectwo gminy Baranów. Według Narodowego Spisu Powszechnego z roku 2011 wieś liczyła 354 mieszkańców.

Przed II wojną światową była siedzibą gminy Wola Czołnowska.